# Abdullah Al-Matroushi
Abdullah Al-Matroushi (Arabic:عبد الله المطروشي) (sinh ngày 18 tháng 7 năm 1993) là một cầu thủ bóng đá người Các Tiểu vương quốc Ả Rập Thống nhất. Hiện tại anh thi đấu cho Ittihad Kalba.